# Serra de Gramar
La Serra de Gramar és una serra situada entre els municipis de Mediona i Sant Quintí de Mediona a la comarca de l'Alt Penedès, amb una elevació màxima de 346,0 metres.